# Canedo (Ribeira de Pena)
Canedo es una freguesia portuguesa del concelho de Ribeira de Pena, con 38,49 km² de superficie y 507 habitantes (2001). Su densidad de población es de 13,2 hab/km².